# 布利斯 (紐約州)
布利斯（英語：Bliss）是位於美國紐約州懷俄明縣的普查規定居民點。

## 人口
根據2020年美國人口普查的數據，布利斯的面積為25.36平方千米，皆為陸地。當地共有人口496人，而人口密度為每平方千米19.56人。